# Jáchymov (Velká Bíteš)
Jáchymov (německy Joachimsdorf) je vesnice, místní část města Velké Bíteše. V roce 2001 zde žilo 87 obyvatel.

## Geografická charakteristika
Jáchymov leží asi 5 km západně od Velké Bíteše v těsné blízkosti dálnice D1. Na ni je napojen prostřednictvím silnice č. II/602, resp. silnice č. II/390.
Jáchymov nemá vlastní katastrální území, rozkládá se zcela na severovýchodě katastrálního území Holubí Zhoře, přímo na hranicích s územím Záblatí. Dalšími sousedními vesnicemi jsou Bezděkov a Ruda při silnici č. II/602.
Na západ od Jáchymova je les kolem potoka Jelenky, tekoucímu na jih k řece Oslavě.

## Historie
První písemná zmínka o Jáchymově pochází z roku 1799. Tohoto roku byl založen z rozhodnutí Joachyma rytíře Stettenhofen. Vedle Jáchymova založil i další dvě vesnice: Mihoukovice a Klementice (1798).
Územněsprávně byl Jáchymov v letech 1869–1930 veden jako osada obce Holubí Zhoře v okrese Velké Meziříčí, v roce 1950 v okrese Velká Bíteš, v letech 1961–1980 jako část obce Holubí Zhoře v okrese Žďár nad Sázavou. K Velké Bíteši byl Jáchymov přičleněn jako místní část od 1. července 1980.
| Rok            | 1869 | 1880 | 1890 | 1900 | 1910 | 1921 | 1930 | 1950 | 1961 | 1970 | 1980 | 1991 | 2001 |
| -------------- | ---- | ---- | ---- | ---- | ---- | ---- | ---- | ---- | ---- | ---- | ---- | ---- | ---- |
| Počet obyvatel | 138  | 147  | 145  | 137  | 123  | 120  | 115  | 105  | 87   | 105  | 94   | 98   | 87   |